# Anaea luciplena
Anaea luciplena är en fjärilsart som beskrevs av Johannes Karl Max Röber 1927. Anaea luciplena ingår i släktet Anaea och familjen praktfjärilar. Inga underarter finns listade i Catalogue of Life.